# Kunstnerkolonier i Vendsyssel
I Vendsyssel har der været en række kunstnerkolonier, som geografisk kan lokaliseres til Skagen, Frederikshavn, Sæby, Hammer Bakker, Vrå, Hirtshals, Lønstrup, Løkken og Øster Han Herred.

## Kolonierne
Navnene på kunstnerne er i:

### Skagen
Perioden 1872-1930: Anna Ancher, Michael Ancher, Holger Drachmann, Peder Severin Krøyer, Laurits Tuxen, Viggo Johansen, Carl Locher, arkitekt Ulrik Plesner, Thorvald Jørgensen, arkitekt og designer Thorvald Bindesbøll, Anne Marie Carl-Nielsen samt komponisterne Hakon Børresen og Carl Nielsen.
Fra 1950 og frem:Ole Wivel, Hanne Marie Svendsen, Klaus Rifbjerg, Poul Winther, Arne L. Hansen.

### Frederikshavn
Karl Bovin, Svend Bovin.

### Sæby
P.C. Skovgaard malede sit første maleri af Sæby å i 1849. Herefter fulgte en række andre kunstnere bl.a. Harald Voss og Christian Zacho. Andre Sæbykunstnere er C.F. Aagaard, Peder Mønsted, Viggo Langer, Albert Kongsbak. Blandt danske forfattere fandtes Herman Bang, Holger Drachmann og Gustav Wied. Henrik Ibsen var i byen i 1887 og skrev efterfølgende skuespillet "Fruen fra Havet".

### Hammer Bakker
I Hammer Bakker samledes en række kunstnere om ægteparret Marianne og Jens Vige  Thøger Larsen, Resen Stenstrup og Meta Resen Stenstrup, J.C. Schlichtkrull, Niels Larsen Stevns, Renal Bache og Ejnar Grossen.

### Vrå
I Vrå fandtes maleren Svend Engelund.

### Hirtshals
Her var følgende kunstnere repræsenteret: Lars Nielsen, Valdemar Foersom Hegndal, Leif Ewens, Poul Ekelund.

### Lønstrup
I Lønstrup fandtes Magrethe Loerges, Johannes Hofmeister.

### Løkken
Lars Nielsen, Christian (Kinne) Valentinusen, Tjek Jerne, Carlo Wognsen, Erik Larsen, Knud Dokker, Anders Norre, Ane Brügger, G. K. Hansen, Sven Fritzsche, Einar Gross, Knud Eel, Hans Kongsmar, Hans Jørgen Korn, Aage Sørensen, Asger Jorn, Ejler Bille, Agnethe Therkildsen, Peter Boye, Julius (Julle) Jensen, Wolmer Zier, John Kristensen, Ruben Gelardi - og i en sen eftertid de polske kunstnere Ana Zadros og Ola Gieraga.
Sommeren 1942 samledes en række kunstnere, der ikke kunne komme ud af landet pga. besættelsen, i et sommerhus, tilhørende Fru Purkjær, i Nr. Lyngby: Asger Jorn, der var gift med Kirsten Lyngborg fra Løkken, Ejler Bille og senere Agnethe Therkildsen m.fl. Fra København kendte de i øvrigt Chr. Valentinusen.
Om Tjek Jerne henvises til bøgerne "Af Tjek Jernes breve fra Løkken 1938-44" af Donald Jerne, udgivet af Løkken Billedsamling 1998, og "Hvilken kamp for at undslippe - En biografi om immunologen og nobelpristageren Niels Kaj Jerne" af Thomas Söderqvist, udgivet af Borgen 1998.
Kunsthandler P. Krogh Geneser havde butik i det gamle missionshus på hjørnet af Søndergade og Sdr. Strandvej. Han indviede her udstillingsbygning 1938 med 132 billeder af 14 forskellige malere. Med de lokale Erik Larsen og Chr. Valentinusen som centrale medlemmer opstod sammenslutningen "Regnbuen". Samlere i Løkken var lægeparret Hjørdis og Oscar Bojesen, pensionatsparret Vita og Niels Laurbjerg samt farvehandler Ingrid Ørum.
Udstilling i Løkken 1994 "Løkkenmalerne" med tilhørende bog: "Løkkenmalerne" af Villy Dall og Peter Ussing Olsen. Også artiklen "Løkkenmalerne" af Peter Ussing Olsen i Vendsyssel Årbog 1996.
1923 flyttede forfatteren Thomas Olesen Løkken ind i "Hannes Hus", og her kom forfattere på besøg, f.eks. Jacob Paludan (der også kom til Løkken som ven af Chr. Valentinusen), Emil Bønnelykke, Martin Andersen Nexø og Erling Kristensen.
Forfatterparret Kirsten og Knud Holst boede i Løkken, hvor også deres børn, herunder datteren Hanne Vibeke Holst, voksede op. Efter at parret var blevet skilt, boede Knud Holst i Vrensted, men var med i miljøet omkring Løkken Museum i 1990'erne.

### Øster Hanherred
Her var følgende kunstnere repræsenteret: Kjeld Abell, R. Broby Johansen, Albert Kongsbak, Anna E. Munch, Aage Gitz-Johansen.

## Eksterne kilder
Gunnar Jespersen, "De Abstrakte", s. 83. forlaget Kunstbogklubben, 1991. ISBN 87-7248-141-2